# Matsumoto Taishi
Matsumoto Taishi (松本 泰志 Matsumoto Taishi, sinh ngày 22 tháng 8 năm 1998) là một cầu thủ bóng đá người Nhật Bản. Anh thi đấu cho Sanfrecce Hiroshima.

## Sự nghiệp
- Matsumoto Taishi gia nhập câu lạc bộ tại J1 League Sanfrecce Hiroshima năm 2017.

| Giải đấu trong nước | Giải đấu trong nước | Giải đấu trong nước | Giải đấu trong nước | Giải đấu trong nước | Giải đấu trong nước | Giải đấu trong nước | Giải đấu trong nước | Giải đấu trong nước | Giải đấu trong nước | Giải đấu trong nước |              |
| Năm                 | Câu lạc bộ          | Số áo               | Giải đấu            | Quốc gia            | Quốc gia            | League Cup          | League Cup          | Cúp quốc gia        | Cúp quốc gia        | Lục địa             | Lục địa      |
| Năm                 | Câu lạc bộ          | Số áo               | Giải đấu            | Trận                | Bàn                 | Trận                | Bàn                 | Trận                | Bàn                 | Trận                | Bàn          |
| Nhật Bản            | Nhật Bản            | Nhật Bản            | Nhật Bản            | J League            | J League            | League Cup          | League Cup          | Cúp Hoàng Đế        | Cúp Hoàng Đế        | AFC Champion        | AFC Champion |
| ------------------- | ------------------- | ------------------- | ------------------- | ------------------- | ------------------- | ------------------- | ------------------- | ------------------- | ------------------- | ------------------- | ------------ |
| 2017                | Sanfrecce Hiroshima | 32                  | J1                  | 0                   | 0                   | 4                   | 0                   | 0                   | 0                   | 0                   | 0            |
| 2018                | Sanfrecce Hiroshima | 32                  | J1                  | 3                   | 0                   | 6                   | 0                   | 1                   | 0                   | 0                   | 0            |
| 2019                | Sanfrecce Hiroshima | 17                  | J1                  | 15                  | 0                   | 0                   | 0                   | 3                   | 0                   | 5                   | 1            |
| Tổng số trận        | Tổng số trận        | Tổng số trận        | Tổng số trận        | 18                  | 0                   | 10                  | 0                   | 4                   | 0                   | 5                   | 1            |